# Кессених, Александр Владимирович
Александр Владимирович Кессених (13 февраля 1932, Томск — 15 сентября 2021, Москва) — доктор физико-математических наук, профессор, историк науки, автор песен, поэт.

## Биография
Окончив физфак МГУ в 1954 г., остался работать на факультете (старший лаборант 1955–1957; аспирант 1957–1960). Впоследствии работал в НИФХИ им. Карпова (1960–1965, младший научный сотрудник), затем в Институте органической химии АН СССР (старший научный сотрудник, руководитель группы ЯМР 1965–1972). В 1972 году перешёл в Институт химических реактивов и особо чистых химических веществ на должность заведующего сектором спектральных исследований. С 1995 по 1997 — заведующий отделением ЯМР Центра физико-химических исследований РАН.
Защитил кандидатскую (1964) и докторскую (1974) диссертации по ядерному магнитному резонансу и его приложениям к химии, став одним из выдающихся отечественных специалистов в этой области.
С 1 марта 1997 — ведущий научный сотрудник одела истории физико-математических наук Института истории естествознания и техники им. С. И. Вавилова РАН.
Член редколлегии журнала Химическая физика (1985–2002). Член организационных и программных комитетов конференций и школ по магнитному резонансу (1964–1995).
Был активным популяризатором науки в журнальных статьях и брошюрах.
Также известен как поэт, автор нескольких опубликованных сборников стихов, переводов с немецкого языка стихов Р. М. Рильке. Автор и исполнитель стихотворных, сатирических и юмористических текстов в качестве участника художественной самодеятельности, один из главных авторов и постановщиков знаменитых в 1950-х и 1960-х гг. физфаковских «опер» («Серый камень», «Дубинушка», «Архимед»).
Скончался 15 сентября 2021 года.

## Публикации
- Кессених А. В. Об эффекте Оверхаузера и «вторичном» сигнале электронного парамагнитного резонанса// ЖЭТФ. 1961. Т.40. С. 32−34.
- Кессених А. В., Маненков А. А., Пятницкий Г. И. К объяснению экспериментальных данных по динамической поляризации в полиэтиленах // ЖФТТ. 1964. Т.6. С. 827—832
- Кессених А. В., Прутт Э. В., Слоним И. Я., Урман Я. Г. Ядерная магнитная релаксация в системе полимер в матрице мономера// Высокомолекул. соед.1968. Т.10(А). С. 119—123
- Кессених А. В., Рыков С. В., Бучаченко А. Л. Измерение химической поляризации ядерного магнитного момента газообразных продуктов реакций.// ЖЭТФ. 1970. Т.59. С. 387—392.
- Kessenikh A.V., Negrebetsky V.V., Bogdanov V.S. Indirect measurment of coupling constants 11B-H in some organic compounds //J. Magn.Res. 1971. Vol.5. P. 145 −148
- Kessenikh A.V. , Rykov S.V., Yankelevich A.Z. Chemically induced polarization of proton spins in molecules contained 13C//Chem. Phys. Lett..1971.Vol.9. P. 347—349
- Kessenikh A.V., Rykov S.V., Ignatenko A.V., Shteinshneider A.Ya. The chemically induced nuclear polarization in products of cage recombination of methyl radicals// Organic magnetic resonance.1973. Vol.5. P.537 — 541.
- Кессених А. В., Бойко Г. Н. Температурная зависимость изотропных парамагнитных сдвигов ЯМР псевдотетраэдрического комплекса кобальта в хлороформе и ацетоне// Химич. Физ. 1985. Т.4, № 7. С.919 — 924.
- Кессених А. В. Спектроскопия ЯМР в химии координационных соединений //Физическая химия. Современные проблемы. М. — «Химия». 1988. С.94 — 138.
- Атаев А., Кессених А. В. Исследования спектров ЯМР высокого разрешения парамагнитных комплексов солей Co(II) и Ni(II) с алкилпиразолами. //Химическая физика. 1997, Т.16. № 3. С. 3-20
- Кессених А.В. Я. Г. Дорфман: вклад в исследования магнетохимии и магнитного резонанса. // Исследования по истории физики и механики. 1998—1999. М.: «Наука». 2000. С. 91 — 112.
- Кессених А. В. Лорен(т)цева форма линии. Происхождение и развитие понятия. Утверждение термина// Исследования по истории физики и механики 2003 г. М.: Наука. 2003. С.272 — 292
- Кессених А. В. ЭПР, ЯМР и теория конденсированного состояния магнитных диполей (опыт устной истории теории Провоторова). //Научное сообщество физиков СССР в 1950-е — 1960-е гг. Вып.1.СПб.: Изд-во РХГИ. 2004. С. 300—385
- Кессених А. В. Владимир Фёдорович Быстров. (Опыт неформальной биографии учёного) //Научное сообщество физиков СССР в 1950-е — 1960-е гг. Вып.1.СПб.: Изд-во РХГИ. 2004. С. 537—567
- Кессених А. В. К историографии и библиографии магнитного резонанса //Исследования по истории физики и механики 2005. М.: «Наука». 2005. С.217 — 291
- Александр Владимирович Кессених. Пришествие метода ЯМР в Институт химических реактивов (из истории участия автора во внедрении физических методов в химию) // Социология науки и технологий. — 2019. — № 2. — doi:10.24411/2079-0910-2019-12009.
- Александр Владимирович Кессених. Пришествие метода ЯМР в Институт химических реактивов (из истории участия автора во внедрении физических методов в химию) Часть 2. // Социология науки и технологий. — 2019. — № 3. — doi:10.24411/2079-0910-2019-13007.
- Кессених Александр Владимирович. УРОКИ ПРИМЕНЕНИЯ НАУКОМЕТРИЧЕСКИХ СИСТЕМ // Управление наукой: теория и практика. — 2020. — № 3.

### Переводы
- Джеффрис К. Динамическая ориентация ядер / Пер. с англ. А. В. Кессениха ; Под ред. [и с предисл.] Г. В. Скроцкого. — Москва : Мир, 1965. — 319 с. : ил.; 21 см.

## Награды
- Медаль «Ветеран труда» (1997)
- Медаль «В память 850-летия Москвы» (1997)